# Kaiserstraße (Saarland und Rheinland-Pfalz)
Die Kaiserstraße ist das  ehemalige Teilstück der Bundesstraße 40 zwischen Mainz und Saarbrücken.
Der Name der Straße rührt daher, dass unter dem französischen Kaiser Napoleon die Straße zwischen der Hauptstadt Paris und dem Verwaltungssitz des Departements Mont-Tonnerre, Mainz, ab 1806 zur Grande Route Imperiale ausgebaut wurde. Auf einem 35 Kilometer langen Abschnitt hat sie fast durchgehend in allen Ortschaften diesen Namen, anderenorts heißt die Straße, vor allem in Mainz und den angrenzenden Orten bis Wörrstadt, „Pariser Straße“, öfter auch „Mainzer Straße“ oder „Saarbrücker Straße“. In Frankreich war sie auf dem gesamten Abschnitt zwischen Paris-Porte de Pantin und Goldener Bremm (La Brême d’Or) von der napoleonischen Zeit bis vor wenigen Jahrzehnten die Route nationale 3.
Insbesondere durch Lothringen und Rheinhessen folgt die Straße nicht der Geländeform, sondern führt in gerader Linie von einem Ort zum nächsten.
Als 1932 die späteren Reichsstraßen nummeriert wurden, war die Fernverkehrsstraße 40, ab 1934 Reichsstraße 40, die von Mainz weiter bis Fulda führte, noch eine der wichtigsten deutschen Verkehrsadern. Nach dem Bau der Autobahnen wurden fast alle Teilstrecken dieser ehemaligen Hauptverkehrsader zu Landesstraßen herabgestuft.
Heute bildet der saarländische Teil ab dem Kreisel am Römerkastell in Saarbrücken die saarländische Landesstraße 119, in Rheinland-Pfalz gehört die Kaiserstraße hauptsächlich zu den Landesstraßen 395 (westlich von Kaiserslautern-Eselsfürth) beziehungsweise 401. Teile gehören auch zu Bundesstraßen wie der Bundesstraße 37 in Kaiserslautern oder wurden nach Neutrassierungen zu Kreis- oder Gemeindestraßen abgestuft.